# Hummerräka
Hummerräka (Athanas nitescens) är en kräftdjursart som först beskrevs av Leach 1814.  Hummerräka ingår i släktet Athanas och familjen Alpheidae. Arten är reproducerande i Sverige. Inga underarter finns listade i Catalogue of Life.